# Liga malog nogometa Makarska
Liga Malog nogometa Makarska, također se spominje i pod nazivima 1. liga malog nogometa Makarska, Liga UMN Makarska, Malonogometna liga Makarske je malonogometna liga koju organizira Udruga malog nogometa Makarska (UMN Makarska)

## O ligi
Krajem 1970.-ih je mali nogomet na području Makarske bio popularan. Igrano je više različith turnira, a tada su postojale i tzv. "Radničke sportske igre" u kojima je nastupalo 20-ak ekipa radnih organizacija, koje su igrale u dvije lige. No to je bilo i ograničenje, jer su u nastupali samo zaposlenici poduzeća koji su se natjecali u RSI, te je to ometalo stvaranje jačih momčadi i klubova i formiranje gradskih liga kakve su već postojale u raznim dalmatinskim gradovima, o kojih su najznačajnije tada bile u Splitu, Trogiru i Omišu. 
 
Konačno osnivanje "Lige malog nogometa Makarska" je bilo 1980. godine. Osnovana je liga od 12 momčadi, koju je osvojila ekipa "Vjesnika". Kako je prva sezona bila uspješna, odlučilo se dalje nastaviti s ligom, te je 1981. službeno formiran i "Općinski savez za mali nogomet Makarska". U ligi su nastupale ekipe s područja tadašnje općine Makarska, odnosno Makarske rivijere. Po potrebi su bile organzirane i niže lige. 
 
Do sezone 1996./97. se igralo s pet igrača u polju i vratarom, a od sezone 1997./98 s četiri igrača u polju i vratarom. Tada se Općinski savez za mali nogomet reorganizira kao "Udruga malog nogometa". 
 
U sezoni 2006./07. je pokrenuta i veteranska liga, za igrače starije od 40 godine. 
 
Igrači koji sudjeluju u ligi trebaju imati mjesto stanovanja na području Makarske rivijere. 
 
Ekipe koje sudjeluju u ligama UMN Makarska također od samih početaka sudjeluju i u Liga kupu Makarske.

## Popis prvaka i doprvaka
| sezona       | klubova      | prvak                     | doprvak                   |
| igrano 5 + 1 | igrano 5 + 1 | igrano 5 + 1              | igrano 5 + 1              |
| ------------ | ------------ | ------------------------- | ------------------------- |
| 1980./81.    | 12           | Vjesnik (Makarska)        | Krvavica                  |
| 1981./82.    |              | Alfa (Makarska)           |                           |
| 1982./83.    |              | Vjesnik (Makarska)        |                           |
| 1983./84.    |              | Alfa (Makarska)           |                           |
| 1984./85.    |              | Alfa (Makarska)           |                           |
| 1985./86.    |              | Vjesnik (Makarska)        | Novo Vrijeme (Makarska)   |
| 1986./87.    |              | Novo Vrijeme (Makarska)   |                           |
| 1987./88.    |              | Novo Vrijeme (Makarska)   |                           |
| 1988./89.    |              | Alfa (Makarska)           | Novo Vrijeme (Makarska)   |
| 1989./90.    |              | Novo Vrijeme (Makarska)   |                           |
| 1990./91.    | 12           | Alfa (Makarska)           | Blueberry (Makarska)      |
| 1991./92.    | nije igrano  | nije igrano               | nije igrano               |
| 1992./93.    |              | Novo Vrijeme (Makarska)   | Pilan (Tučepi)            |
| 1993./94.    |              | Novo Vrijeme (Makarska)   | Pilan (Tučepi)            |
| 1994./95.    |              | Pilan (Tučepi)            |                           |
| 1995./96.    | nije igrano  | nije igrano               | nije igrano               |
| 1996./97.    |              | Pilan (Tučepi)            |                           |
| igrano 4 + 1 |              |                           |                           |
| 1997./98.    |              | Pilan (Tučepi)            | Veselko (Makarska)        |
| 1998./99.    |              | Veselko (Makarska)        |                           |
| 1999./00.    |              | Takujin (Drvenik)         |                           |
| 2000./01.    |              | Novo Vrijeme (Makarska)   | Veselko (Makarska)        |
| 2001./02.    |              | Veselko (Makarska)        |                           |
| 2002./03.    |              | Novo Vrijeme (Makarska)   |                           |
| 2003./04.    |              | Torcida MR (Makarska)     |                           |
| 2004./05.    |              | Novo Vrijeme (Makarska)   |                           |
| 2005./06.    |              | GO Lučić (Makarska)       |                           |
| 2006./07.    |              | Latinica (Drvenik)        |                           |
| 2007./08.    |              | Moroskok (Makarska)       |                           |
| 2008./09.    |              | Torcida MR (Makarska)     |                           |
| 2009./10.    | 12           | Torcida MR (Makarska)     | Gornja Vala (Drvenik)     |
| 2010./11.    | 12           | Recreativo (Tučepi)       | Torcida MR (Makarska)     |
| 2011./12.    | 12           | DPH Torcida MR (Makarska) | Brela                     |
| 2012./13.    | 12           | DPH Torcida MR (Makarska) | Recreativo (Tučepi)       |
| 2013./14.    | 11           | Brela                     | Recreativo (Tučepi)       |
| 2014./15.    |              | CB Monaco (Makarska)      |                           |
| 2015./16.    | 10           | Brela                     | CB Monaco (Makarska)      |
| 2016./17.    |              | All In (Makarska)         |                           |
| 2017./18.    | 10           | Gornja Vala (Drvenik)     | DPH Torcida MR (Makarska) |
| 2018./19.    | 10           | All In (Makarska)         | Catenaccio (Makarska)     |
| 2019./20.    | 10           |                           |                           |

## Unutrašnje poveznice
- Makarska
- Makarsko primorje
- Udruga malog nogometa Makarska
- Liga veterana malog nogometa Makarska
- Liga kup UMN Makarska
- Kup veterana malog nogometa Makarska

## Vanjske poveznice
- umn-makarska.com - službene stranice
- ma-sport.info  Arhivirana inačica izvorne stranice od 19. studenoga 2018. (Wayback Machine)
- makarsko-primorje.com  Arhivirana inačica izvorne stranice od 19. studenoga 2018. (Wayback Machine)